# Thinglabu
Thinglabu (en népalais : थिङलावु) est un comité de développement villageois du Népal situé dans le district de Taplejung. Au recensement de 2011, il comptait 2 476 habitants.